# Corbícula

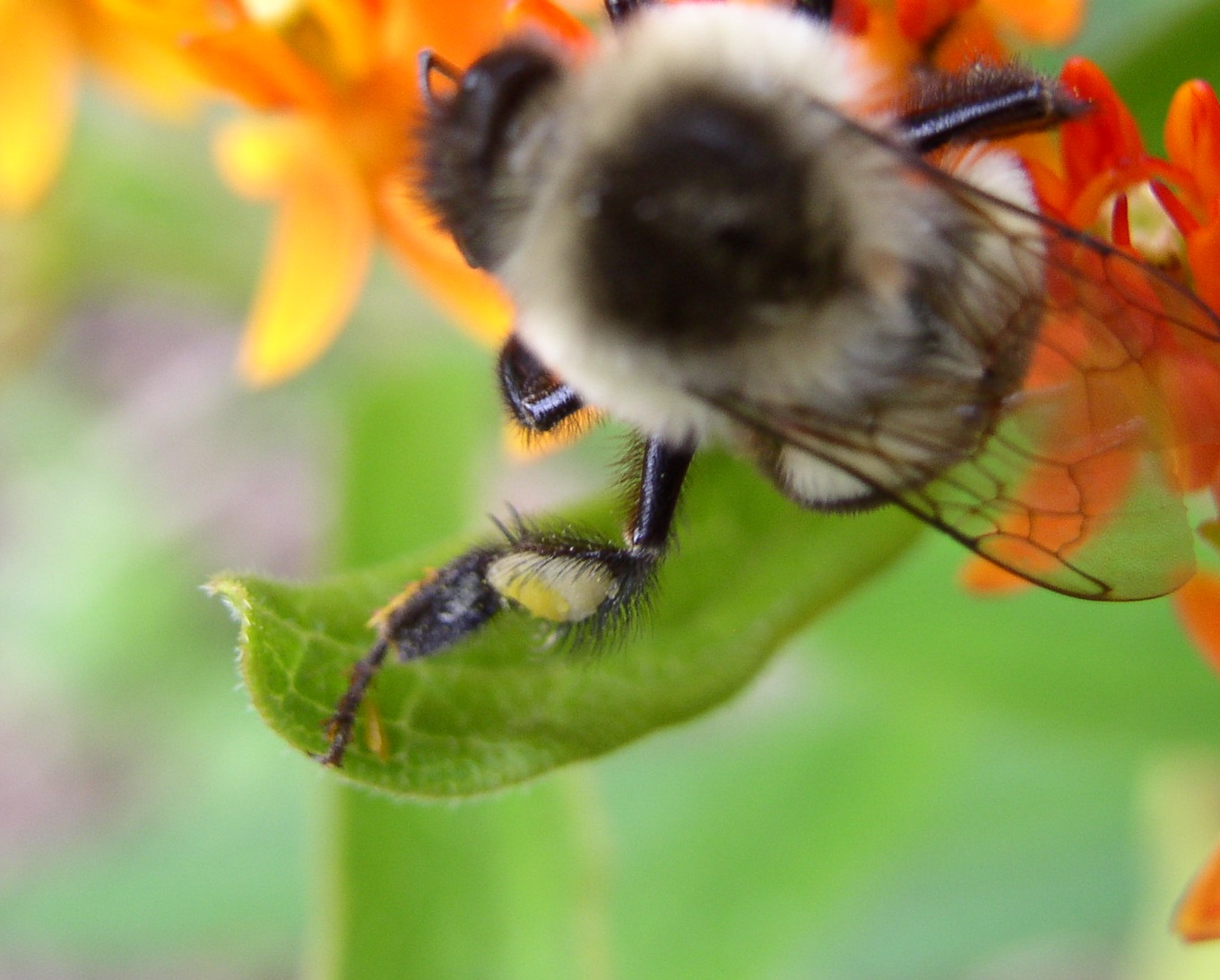
Abejorro con masa de polen en la corbícula.

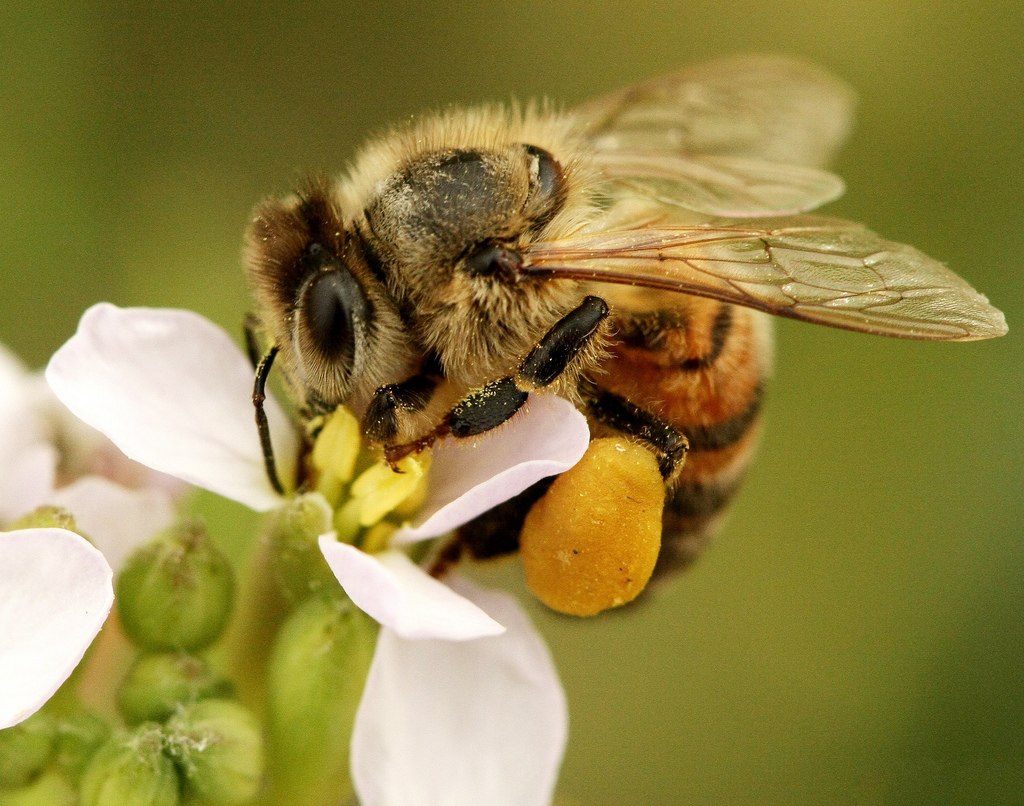
Apis mellifera con la corbícula repleta de polen

La corbícula o canasta de polen forma parte de la tibia de la pata posterior de las abejas, presente en cuatro tribus de Apinae (subfamilia de la familia Apidae): abejas melíferas (tribu Apini), abejorros (tribu Bombini), abejas sin aguijón (tribu Meliponini) y abejas de las orquídeas (tribu Euglossini). A estas cuatro tribus se las llama abejas corbiculadas.
La corbícula es un órgano más especializado que la escopa, la cual también sirve para transportar polen y que se encuentra en las patas o el abdomen de la mayoría de las especies de abejas.
La abeja humedece sus patas delanteras con la larga lengua y cepilla el polen que ha recolectado en su cabeza, cuerpo, y primer y segundo par de patas, transfiriéndolo al último par de patas. Primero lo pasa a los peines de las patas posteriores, lo cepilla y comprime y traslada a la superficie externa de la tibia de las patas posteriores. Allí (en la región de la tibia que en la mayoría de las otras abejas presenta la escopa o cepillo de polen) el polen es depositado en una concavidad pulida, rodeada de pelos, la corbícula o canasta de polen. Un solo pelo actúa de clavo que mantiene la carga de polen en su lugar. La abeja usa miel o néctar para humedecer el seco polen y así mejorar su adhesión. El color del polen recolectado puede servir para identificar su origen.
Solo las hembras recolectan polen y tienen corbículas.